# Palaemnema picicaudata
Palaemnema picicaudata är en trollsländeart som beskrevs av Kennedy 1938. Palaemnema picicaudata ingår i släktet Palaemnema och familjen Platystictidae. IUCN kategoriserar arten globalt som otillräckligt studerad. Inga underarter finns listade i Catalogue of Life.